# 1894 no Brasil
Esta é uma cronologia dos fatos acontecimentos de ano 1894 no Brasil.

## Incumbentes
- Presidente do Brasil - Floriano Peixoto (23 de novembro de 1891 – 15 de novembro de 1894)
- Presidente do Brasil - Prudente de Morais (15 de novembro de 1894 – 15 de novembro de 1898)

## Eventos
- 1 de março: É realizada a primeira eleição presidencial direta do país. Prudente de Morais é eleito presidente do Brasil.[1]
- 28 de maio - É aprovado o Regulamento da Escola de Sargentos das Armas, este documento faz referência às Armas de Infantaria, Cavalaria, Artilharia e Engenharia.[2]
- 27 de junho: A Batalha de Passo Fundo ocorre no atual distrito de Pulador, no Rio Grande do Sul.
- 15 de novembro: Prudente de Morais toma posse como o terceiro presidente do Brasil.[3]